# Diagrama floral

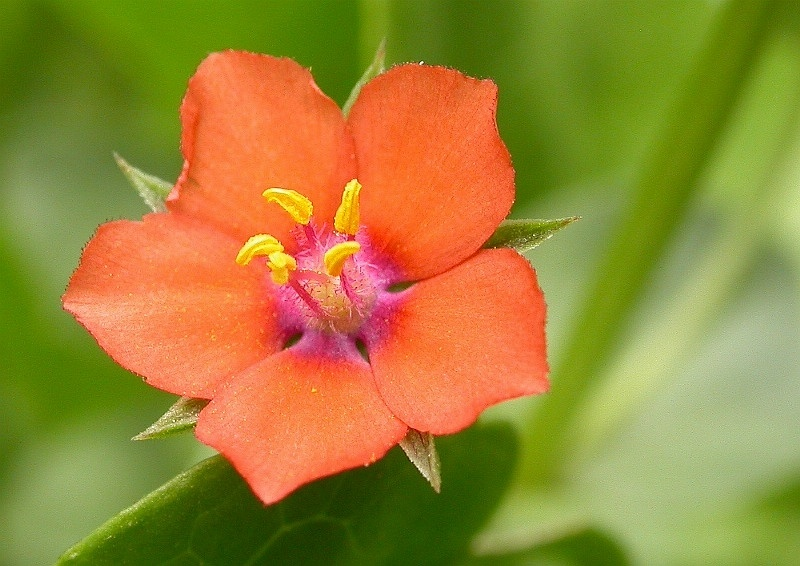
Flor de Anagallis arvensis

Diagrama floral de Anagallis arvensis. O ponto representa a posição do eixo principal, sendo a estrutura a verde abaixo a bráctea que sob ele existe. O cálice (arcos a verde) consiste de 5 sépalas livres; a corola (arcos a vermelho) consiste de 5 pétalas fundidas. Estames antepétalos, ligados às pétalas por filetes pilosos. O ovário é superior, a placentação é central, livre, e os óvulos são átropos.

Relação entre o material vegetal (flor de Campanula medium) e o respectivo diagrama floral.
A linha tracejada mostra a secção transversal. 1 – posição do eixo principal; 2 – secção transversal através da flor; 3 – bracteola; 4 – bráctea inferior.

Diagrama floral é uma representação gráfica da estrutura de uma flor, mostrando o número de órgãos florais, a sua disposição espacial e a existência de fusão quando esta ocorra. As diferentes partes da flor são representados por símbolos específicos. Os diagramas florais são úteis para a identificação da flor, e por essa via do taxon a que pertence e ajuda a determinar a evolução das angiospermas. Os diagramas florais foram introduzidos na literatura científica nos finais do século XIX, sendo a sua criação geralmente atribuído ao botânico alemão August Wilhelm Eichler.

## História
No século XIX foram introduzidas dois métodos distintos de descrever a flor: (1) a textual, designada por «fórmula floral»; e (2) a pictórica, designada por «diagrama floral». A criação dos diagramas florais é creditada a A. W. Eichler, tendo sido originalmente publicada na sua extensa obra Blüthendiagramme (com edições em 1875 e 1878), e continua a ser uma fonte valiosa de informação sobre a morfologia floral. A tipologia dos diagramas proposto por A. W. Eichler inspirou a geração posterior de cientistas e os seus diagramas foram incluídos, por exemplo, em obras seminais, como Types of floral mechanism; a selection of diagrams and descriptions of common flowers arranged as an introduction to the systematic study of angiosperms de Arthur Harry Church (publicada em 1908). Eles foram usados em diferentes livros didácticos, por exemplo Organogenesis of flowers; a photographic text-atlas, por Rolf Sattler (1973), Botanische Bestimmungsübungen: Praktische Einführung in die Pflanzenbestimmung, de Thomas Stützel (2006) e Plant Systematics de Michael George Simpson (2010). A obra Floral Diagrams: An Aid to Understanding Flower Morphology and Evolution, de Louis P. Ronse De Craene (publicada em 2010), seguiu Eichler na abordagem, mas utilizando os sistemas filogenéticos de classificação contemporâneos, ao tempo o APG II.

## Características básicas e importância
Um diagrama floral é um esquema da secção transversal através de uma flor jovem, podendo também ser definido como a "projeção da flor perpendicular ao seu eixo". O diagrama floral geralmente apresenta o número de peças florais, os seus tamanhos, posições espaciais relativas e a existência ou ausência de fusão entre peças. Os diferentes órgãos são representados por símbolos distintos, que podem ser uniformes para um órgão do tipo, ou pode reflectir a morfologia concreta da flor ou peça floral representada. O diagrama também pode incluir símbolos que não representam estruturas físicas, mas carreiam informação adicional (p. ex., a simetria e plano de orientação).
Não há nenhum acordo expresso sobre como os diagramas florais devem ser elaborados, dependendo do autor se é apenas uma representação aproximada, ou se os detalhes estruturais da flor são incluídos.
Os diagramas podem descrever a ontogenia das flores, ou podem mostrar as relações evolutivas entre as diferentes peças. Em muitos casos, são generalizadas para mostrar a estrutura floral típica de um táxon, deixando de parte as peculiaridade dos taxa inferiores.:37 Também é possível a representação (parcial) de inflorescências por diagramas florais.
Uma quantidade substancial de informação pode ser incluída num bom diagrama floral, tornando-o útil para a identificação da flor de para a comparação entre táxons de angiospermas. Os paleontólogos podem tirar proveito de diagramas florais para a reconstrução de fósseis de flores. Os diagramas florais também são de valor didáctico.:xiii

## Orientação
Diagramas são geralmente representado com a bráctea ínfera abaixo e o eixo acima a flor em si, ambos sobre a linha mediana. O eixo corresponde à posição do principal caule em relação à estrutura lateral da flor.:12 Quando uma flor terminal é retratado, o eixo não está presente e, portanto, não pode ser mostrado. As bracteolas, se estiverem presentes, são geralmente desenhados nos lados do diagrama.

## Símbolos usados nos diagramas
Não apenas as informações contidas nos diagramas, mas também a aparência gráfica varia entre os autores, já que não há simbologia especificamente aprovada. Apenas algumas publicações dedicadas ao tema incorporam uma visão geral dos símbolos utilizados.

### Brácteas, bracteolas e eixos
A brácteas e bracteolas são em geral apresentados como arcos. Na Floral Diagrams,  Ronse De Craene, são sempre preenchidos a negro com um pequeno triângulo no lado externo, para as distinguir do perianto. Na obra Blüthendiagramme,  Eichler segue um critério de representação distinto, dificultando a comparação entre os diagramas.
| Ronse De Craene | Eichler       |
| --------------- | ------------- |
|                 | inconsistente |

O eixo relativo da flor é mostrado como um círculo negro no Floral Diagrams. Quando a inflorescência é retratada, a posição da haste principal é ilustrado por um quadrado em torno do círculo. Eichler varia entre os diagramas a representação dos eixos.
|                                       | Ronse De Craene | Eichler       |
| ------------------------------------- | --------------- | ------------- |
| eixo relativo à flor                  |                 | inconsistente |
| caule principal de uma inflorescência |                 | inconsistente |

### Perianto
As peças do perianto também são apresentados como arcos, podendo ser coloridos de acordo com o seu tipo. Em Blüthendiagramme, as tépalas são geralmente brancas, com traço preto; as sépalas são representadas com contorno; e as pétalas são representadas a preto. Ronse De Craene explica que, por vezes, pode ser impossível classificar os órgãos, mostrando a as peças do perianto a negro e pigmentado como branco o resto. A estivação pode ser mostrada no diagrama.
| Ronse De Craene                                                       | Eichler                                |
| --------------------------------------------------------------------- | -------------------------------------- |
| para sépalas ou tépalas sepaloides para pétalas ou tépalas petaloides | para tépalas para sépalas para pétalas |

### Androceu
Os estames são representados por uma secção transversal através das anteras. No caso de existirem muitos estames na flor, podem ser simplificadas e desenhados como círculos. Os estaminódios são representados por um pequeno círculo preto no interior ou são pintadas de preto. Em Floral Diagramas, Eichler também os preenche a preto.
|             | Ronse De Craene | Eichler |  |
| ----------- | --------------- | ------- |  |
| Estame      | ou              |         |  |
| Estaminódio | ou              |         |  |

### Gineceu
O pistilo é mostrado como uma visão transversal do ovário. A posição do ovário é realçada por pequenos triângulos em Floral Diagrams. Ronse De Craene também incorpora a morfologia do óvulo ou mostra a posição dos lobos estigmático por formas brancas.
|                             | Ronse De Craene | Eichler |
| --------------------------- | --------------- | ------- |
| superior do ovário          |                 |         |
| inferior do ovário          |                 |         |
| a metade inferior do ovário |                 |         |

### Nectários
Nos diagrmas florais, os nectários são representados por formas cheias, de cor cinza; Eichler apresenta para o mesmo fim formas preenchidas a tracejado.

### Outros
A fusão pode ser mostrado nos diagramas completos por linhas de conexão entre os órgãos. A perda de órgãos pode ser representado por uma estrela (✶), com a perda do de partes do perianto ou brácteas/bracteolas mostrado com tracejada. É possível mostrar a direcção de monossimetria por uma seta grande. A ressupinação pode ser ilustrada por uma seta curva. As partes florais podem ser acompanhadas por números para mostrar a sua sequência de inicialização.

## Diagramas e fórmulas florais
Cada um desses conceitos é melhor para expressar alguns tipos de informação. Os diagramas florais podem mostrar o tamanho relativo e posição dos órgãos. Por outro lado, a fórmula floral é capaz de uma ampla generalização. Prenner et al. considera estas formas de representação como complementares e como métodos padrão para criar "identikit" para cada tipo de flor quando utilizados em conjunto.:248 Ronse De Craene também aprova a sua utilização combinada.:xiii

## Exemplos
| Diagrama floral parcial da inflorescência de Theobroma cacao                                                                            | Diagrama floral de Pyrus communis.                                                                       |
| Diagrama floral parcial da inflorescência de Theobroma cacao (segundo o método de Ronse De Craene). Fórmula floral: ✶ K5 C5(5°+52) G(5) | Diagrama floral de Pyrus communis (segundo o método de Eichler). Fórmula floral: ✶ K(5) C5 A10+5+5 " (4) |